# Security Service
MI5
« MI5 » redirige ici. Pour les autres significations, voir MI5 (homonymie).
Le Security Service (« Service de la sûreté »), communément dénommé MI5 (pour Military Intelligence, section 5), est le service de renseignement responsable de la sécurité intérieure du Royaume-Uni. Il est chargé principalement de produire des renseignements sur les actes de terrorisme, l'espionnage, la prolifération d'armes de destruction massive.
Il est l'un des trois principaux services de renseignement et de sécurité britanniques, avec : 
- le Secret Intelligence Service (SIS) ou MI6 (pour Military Intelligence, section 6), chargé du renseignement extérieur et des échanges de renseignements avec des services de renseignement et de sécurité étrangers ;
- le Government Communications Headquarters (GCHQ), chargé du renseignement d'origine électromagnétique et de la sécurité des communications et des systèmes d'information du gouvernement et des armées.

## Missions
Responsable du contre-espionnage depuis l'origine, le MI5 a commencé à se réorienter dès le début des années 1990 en concentrant ses activités dans la lutte contre les terrorismes extrémistes islamistes, en plus de celles contre l'IRA. Le MI5 a aussi dû s'intéresser à la lutte contre le crime organisé en général, et à ses différentes formes (blanchiment d'argent, narcotrafic …).
Le MI5 n'a pas de pouvoirs d'enquête, d'instruction ou d'arrestation. Ses officiers sont uniquement responsables de la collecte du renseignement. Pour ce qui concerne les interpellations d'espions ou terroristes, ils doivent faire appel, par exemple, à la Special Branch (« branche spéciale ») des services de police. Les officiers du MI5 peuvent néanmoins participer aux interpellations et perquisitions. Les méthodes de travail de MI5 sont tellement secrètes qu'il a fallu attendre le procès d'un groupe extrêmement dangereux de l'IRA, interpellé en 1996, pour que, pour la première fois, soient présentées devant un tribunal britannique des preuves (écoutes, rapports de surveillances, etc.) rassemblées par ses services. Le siège du MI5 se trouve à Londres depuis 1994, au sein du complexe de bâtiments de Thames House (quartier de Westminster).
Depuis les attentats du 11 septembre 2001 à New York et ceux du 7 juillet 2005 à Londres, le chiffre de ses effectifs, avoisinant les 1 900 agents en 2000, croît régulièrement. Ils étaient ainsi de 3 382 agents (administratifs inclus) en avril 2008, 3 500 début 2010 avec un objectif de 4 100 agents en 2011, au terme d'une grande vague de recrutement. Pour cause de contraintes budgétaires, cet objectif n'est toutefois pas atteint, les effectifs du Security Service s'établissant ainsi à 3961 agents en 2012.
A l'été 2016, le Security Service comptait 4037 agents, un effectif en progression dans le cadre de la création de 1900 postes pour les services de renseignement et antiterroristes britanniques (MI5, MI6, GCHQ et Metropolitan Police Counter Terrorism Command), annoncée à la suite des attentats de Paris en novembre 2015. Si le MI6 se verra affecter 1000 agents, les dernières annonces effectuées en ce qui concerne le MI5 font également état de 1000 postes supplémentaires, pour dépasser l'effectif global de 5000 agents.
La dernière édition (2016-2017) du rapport de l'Intelligence and Security Committee fait état de 4053 agents au 31 mars 2016, et d'une prévision de 4950 agents en mars 2020.
Le 1er mars 2018, après une bataille légale menée par les associations Reprieve et Privacy International, le gouvernement britannique a reconnu pour la première fois publiquement que les officiers traitants du MI5 peuvent autoriser leurs informateurs à participer à des crimes sur le territoire du Royaume-Uni si c'est considéré comme nécessaire pour qu'ils aient accès à des renseignements qui permettraient de prévenir des menaces plus graves,.

## Histoire
Les origines du MI5 remontent au 1er octobre 1909, avec la création par le capitaine Vernon Kell (« K ») et le capitaine de vaisseau Sir Mansfield Smith-Cumming (« C ») du Secret Service Bureau (bureau du service secret), au sein du War Office (ministère de la Guerre), sur les recommandations du Premier ministre du Royaume-Uni Herbert Henry Asquith, afin de lutter contre la menace allemande contre les intérêts britanniques.
L'année suivante, le Secret Service Bureau est composé d'une home section (section de l'intérieur, appelée MO5(g) par le War Office) et d'une foreign section (section de l'étranger, futur SIS ou MI6). Cette home section est très petite (elle compte 16 membres au déclenchement de la Première Guerre mondiale), et ses capacités reposent sur une bonne relation avec les chefs des polices locales, un système de mandats d'interceptions administratives de communications (Home Office Warrants) et un fichier (registry) à la pointe de la modernité de l'époque. Elle démantèle un premier réseau clandestin qui communiquait avec l'Allemagne au travers de messages écrits à l'encre invisible. Elle reçoit le nom de MI5 (section 5 de la direction du renseignement militaire) en 1916.
À partir de la révolution bolchévique de 1917, la lutte contre la subversion communiste au sein des forces armées et contre l'espionnage soviétique deviennent la priorité du MI5 ; la lutte contre la subversion communiste dans la population civile reste la responsabilité de la Special Branch de la police. Le MI5 découvre notamment en 1929 que deux officiers de la Special Branch ont travaillé pour un réseau de renseignement soviétique. En conséquence, en 1931, la responsabilité de la subversion communiste est transférée au MI5, qui devient le Security Service et cesse d'être un service du War Office. Toutefois, la désignation de MI5 est restée en usage jusqu'à nos jours. L'Allemagne et les mouvements fascistes britanniques deviennent sa cible prioritaire peu avant la Seconde Guerre mondiale.
Cependant, l'organisation aurait été mal préparée au déclenchement de la guerre et son directeur, Vernon Kell, est remercié en 1940, après 31 ans de loyaux services. Néanmoins, au cours de ce conflit, le MI5 va avoir d'excellents résultats, arrêtant tous les espions allemands envoyés en territoire britannique, et en retournant un certain nombre en agents doubles, formant le système Double Cross, pour intoxiquer les services de renseignement du IIIe Reich.
Avec la guerre froide, ses effectifs en temps de paix vont augmenter et en quelques années, le service comptera 850 membres. Sa priorité pendant cette période fut l'espionnage soviétique. En 1952, la responsabilité du MI5, jusqu'alors exercée par le Premier ministre, est transférée par Winston Churchill au Home Secretary (ministre de l'Intérieur), sir David Maxwell Fyfe, sans toutefois qu'il devienne un organe du Home Office (ministère de l'Intérieur).
À la fin des années 1960, le terrorisme, principalement nord-irlandais et moyen-oriental, émerge et devient une cible du MI5, mais la transition du service vers cette mission est progressive. Notamment, le rôle directeur en matière de renseignement contre le terrorisme républicain irlandais reste confié à la Special Branch de la police royale de l'Ulster pour l'Irlande du Nord jusqu'en 2007, et à celle du Metropolitan Police Service (MPSB) sur le territoire de la Grande-Bretagne jusqu'en 1992. Le MI5 travaille en soutien de ces forces sur ces territoires, tout en ayant un peu paradoxalement la responsabilité du renseignement contre ce même terrorisme hors du Royaume-Uni (contrer les attentats contre les forces militaires en Allemagne de l'Ouest et à Gibraltar, coopération avec les autorités étrangères contre les achats d'armes), la responsabilité partout contre le terrorisme irlandais s'il est loyaliste, et celle de la sécurité passive des installations vitales contre toutes les menaces. Ce n'est qu'avec la dissolution de l'Union soviétique et la fin de la guerre froide que le MI5 devient en priorité un service de contre-terrorisme.

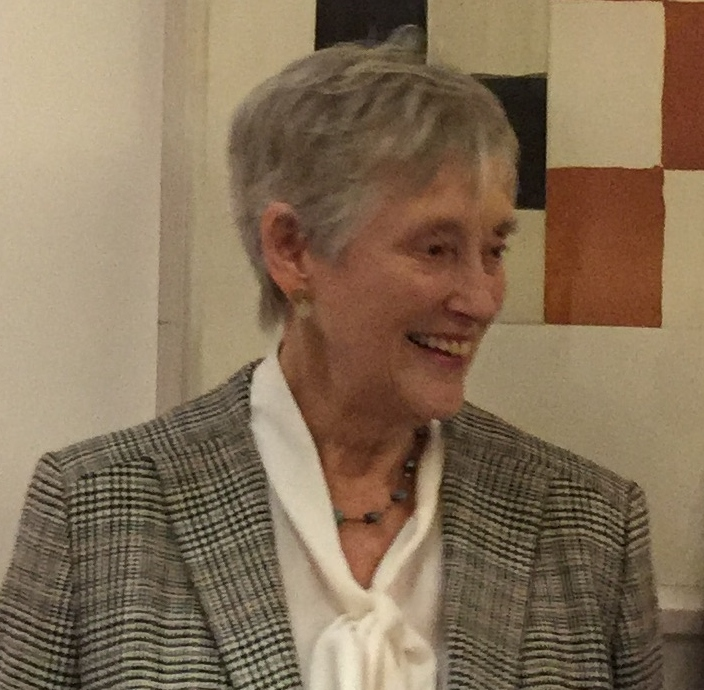
Stella Rimington

L'existence du MI5 est longtemps restée secrète et il fonctionnait sur base d'une directive de 1952 du ministre de l'Intérieur, Maxwell Fyfe. Ce n'est qu'en 1989 que le Security Service Act « officialise » le MI5 et crée un tribunal chargé de juger les cas d'illégalités commis par ce service. La nomination publique en 1992 de la directrice générale, Stella Rimington, constitue aussi une reconnaissance officielle de l'existence du service. En juillet 1993, faisant face aux accusations d'écoutes téléphoniques de la famille royale, le MI5 a publié une brochure sur ses activités. C'est également à la suite de cette affaire que la directrice générale, Stella Rimington, apparaîtra pour la première fois devant les caméras de la presse.
Au début du XXIe siècle, le service s'agrandit et se modernise en recrutant notamment par Facebook. L'organisation travaille essentiellement à contrer la menace du terrorisme islamiste, bien que la surveillance d'éléments irlandais radicaux demeure une préoccupation courante.
Le 3 novembre 2009, Christopher Andrew, professeur d'histoire moderne à Cambridge, publie The Defence the Realm: The Authorized History of MI5 (La défense du Royaume : l'Histoire autorisée du MI5), ouvrage dans lequel il raconte cent ans de l'histoire du MI5, ce service l'ayant autorisé à accéder à plus de 400 000 dossiers auparavant « classés défense ». Ce livre avait été commandé par sir Stephen Lander, le directeur du MI5 de l'époque, à l'historien en 2002.
En 2011, dans le contexte de la guerre civile libyenne, le MI5 favorise les départs de Britanniques pour combattre le gouvernement libyen, y compris ceux qui sont identifiés comme proches de réseaux terroristes. Cette politique suscite des interrogations après l'attentat de Manchester en 2017, perpétré par un Britannique d'origine libyenne, à propos de la complicité passée entre le MI5 et les réseaux responsables de l'attentat.

### Organigramme
L'organigramme le plus récent (1994) du MI5 publié dans son histoire autorisée est le suivant :
- A Branch : ressources et opérations de renseignement
- B Branch : personnel, sécurité et formation
- D Branch : contre-espionnage, contre-subversion et sécurité protectrice (enquêtes d'habilitation pour le secret défense, audits de sécurité d'installations)
- G Branch : contre-terrorisme international (sauf terrorisme irlandais)
- H Branch : liaisons outre-mer, services financiers et d'audits, politique du service et planification, gestion de l'information
- T Branch : contre-terrorisme irlandais et domestique

### Surveillance

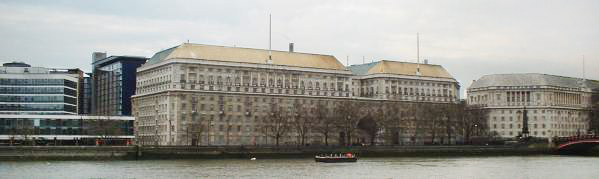
Le quartier général actuel du MI5 à Thames House, vu du côté de Lambeth de la Tamise.

Les services secrets surveillèrent Harold Wilson dès son élection comme député en 1945, craignant que celui-ci n'ait des liens avec des communistes.
Margaret Thatcher a, quant à elle, demandé que soient placés sur écoute des syndicalistes, prétextant que les grèves s'apparenteraient à des actions subversives et ce, jusque dans les années 1980.
En juillet 2006, le membre du parlement Norman Baker accusa le Gouvernement britannique de « rassembler des informations sur des personnes qui ne constituent pas de danger pour le pays », après qu'il apparut que le MI5 cachait des documents secrets sur 272 000 individus, l'équivalent d'une personne adulte sur cent soixante.
Il a été révélé plus tard qu'un système de "feu de signalisation" s'opérait, :
- Vert – actif – environ 10 % des documents
- Orange – demande de renseignements interdits, des compléments d'informations peuvent être ajoutés – environ 46 % des documents
- Rouge – demande de renseignements interdits, des informations substantielles ne doivent pas être ajoutées – environ 44 % des documents.

## Directeurs
Les Directeurs généraux successifs du MI5 sont les suivants :
- 1909–1940 : Vernon Kell (né en 1873–mort en 1942)
- 1940–1941 : Oswald Allen Harker (né en 1886–mort en 1968)
- 1941–1946 : David Petrie (né en 1879–mort en 1961)
- 1946–1953 : Percy Sillitoe (né en 1888–mort en 1962)
- 1953–1956 : Dick White (né en 1906–mort en 1993)
- 1956–1965 : Roger Hollis (né en 1905–mort en 1973)
- 1965–1971 : Martin Furnival Jones (né en 1912–mort en 1997)
- 1971–1978 : Michael Hanley (né en 1918–mort en 2001)
- 1978–1981 : Howard Smith (né en 1919–mort en 1996)
- 1981–1985 : John Jones (né en 1923–mort en 1998)
- 1985–1987 : Antony Duff (né en 1920–mort en 2000)
- 1987–1992 : Patrick Walker (né en 1932)
- 1992–1996 : Stella Rimington (née en 1935–morte en 2025)
- 1996–2002 : Stephen Lander (né en 1947)
- 2002–21 avril 2007: Eliza Manningham-Buller (née en 1948)
- 2007-2013 : Jonathan Evans (né en 1958)
- 2013-2020 : Andrew Parker (né en 1962)
- Depuis 2020 : Ken McCallum (né en 1974)

## Le MI5 dans la fiction
- Ce service a été rendu célèbre par la BD Blake et Mortimer, d'Edgar Pierre Jacobs, albums dans lesquels le capitaine Francis Blake est directeur du MI5.
- Il est également question du MI5 dans plusieurs albums de la série de bandes-dessinées Clifton.
- Dans la série de livres CHERUB, l'agence d'espionnage éponyme est une section du MI5, dont la particularité est de n'employer que des adolescents entre dix et dix-sept ans.
- Le quotidien des agents du MI5 a fait l'objet d'une adaptation à la télévision avec Spooks, une série télévisée britannique diffusée par la BBC de 2002 à 2011.
- Dans le film La Chute de Londres (2016), John Lancaster (joué par Patrick Kennedy ) est le chef du MI-5.
- L'épisode 10 de la saison 1 de F.B.I mène une enquête en coopération avec le MI5.
- Dans la série télévisée américano-britannique Killing Eve (2018-en cours), Eve Polastri est une agente du MI5 chargée d'enquêter et d'arrêter la terrible et talentueuse Villanelle, une assassine psychopathe. Mais les deux femmes vont commencer à être obsédées l'une par l'autre. Commence alors un sombre jeu du chat et de la souris.
- Dans la série Vigil
- Dans la série Slow Horses

### Documentaires
- L'Affaire Jack King, de Nicolas Cotto et Benjamin Cohen, Planète +, 2015.